# ريبيكا روميرو
ريبيكا روميرو (بالإنجليزية: Rebecca Romero)‏ مواليد 24 يناير 1980، هي متسابقة دراجات إنجليزية سابقة. سبق أن شاركت في دورة الألعاب الأولمبية الصيفية وفازت بميدالية أولمبية ذهبية أخرى فضية.

## الميداليات
| الميدالية | المسابقة                       |
| --------- | ------------------------------ |
| فضية      | الألعاب الأولمبية الصيفية 2004 |
| ذهبية     | الألعاب الأولمبية الصيفية 2008 |

## وصلات خارجية
- الموقع الرسمي

## روابط خارجية
- ريبيكا روميرو على موقع الاتحاد الدولي للدراجات (الإنجليزية)
- ريبيكا روميرو على موقع أرشيف الدراجات (الإنجليزية)
- ريبيكا روميرو على موقع إحصائيات الدراجات الإحترافية (الإنجليزية)
- ريبيكا روميرو على موقع CycleBase (الإنجليزية)
- ريبيكا روميرو على موقع الاتحاد الدولي للتجديف (الإنجليزية)
- ريبيكا روميرو على موقع اللجنة الأولمبية الدولية (الإنجليزية)
- ريبيكا روميرو على موقع أوليمبيديا (الإنجليزية)
- ريبيكا روميرو على موقع اللجنة الأولمبية البريطانية (الإنجليزية)